# 宋祖騰
宋祖腾（？—？），字尔英，又字尔騰，號震虚，福建興化府莆田县人，軍籍，明朝政治人物。

## 生平
万历二十八年（1600年）庚子科福建乡试第八十三名舉人，三十二年（1604年）甲辰科进士，户部觀政，授浙江宁海县知县，三十五年调任高淳县知县，当时高淳发大水，宋祖腾亲自操持小舟出城，将躲在屋顶上和树上的上千名老百姓搭救下来，并送到城中安置。三十七年任应天府乡试同考官，三十八年升南户部主事，四十二年升郎中，四十三年升永州知府，四十六年末为南京科道糾劾罢官。

## 家族
曾祖宋觀頤。祖父宋易教。父宋效賓。前母陳氏，母魏氏。严侍下。兄祖烈，弟祖萊、祖绪。娶陳氏。